# ساشا كليستان
ساشا كليستان (بالإنجليزية: Sacha Kljestan)‏ هو لاعب كرة قدم أمريكي ولد 9 سبتمبر 1985 في مدينة أنهايم، كاليفورنيا الأمريكية يلعب لمنتخب أمريكا لكرة القدم.

## روابط خارجية
- ساشا كليستان على موقع الاتحاد الدولي (مؤرشف)  (الإنجليزية)
- ساشا كليستان على موقع الدوري الأمريكي (الإنجليزية)
- ساشا كليستان على موقع قاعدة بيانات كرة القدم.إي يو (الإنجليزية)
- ساشا كليستان على موقع ليكيب (الفرنسية)
- ساشا كليستان على موقع ناشيونال فوتبول تيمز (الإنجليزية)
- ساشا كليستان على موقع Soccerbase.com (لاعب) (الإنجليزية)
- ساشا كليستان على موقع Soccerway.com (الإنجليزية)
- ساشا كليستان على موقع عالم كرة القدم.نت (الإنجليزية)
- ساشا كليستان على موقع كووورة
- ساشا كليستان على موقع أوليمبيديا (الإنجليزية)